# Hans Fitting (botaniker)
Johannes (Hans) Theodor Gustav Ernst Fitting, född 23 april 1877 i Halle an der Saale, död 6 juli 1970 i Köln, var en tysk botaniker. Han var son till Heinrich Hermann Fitting.
Fitting blev filosofie doktor i Strassburg 1900, företog 1907–09 botaniska resor i tropikerna och Sahara, blev extra ordinarie professor 1908 i Strassburg, 1910 i Halle, 1911 i Hamburg och ordinarie professor 1912 i Bonn, en befattning vilken han innehade intill 1949. 
Fitting publicerade framstående skrifter över bland annat cellbyggnad och växtfysiologi, såsom Haptotropismus der Ranken (1903), Zur Physiologie der Ranken (1904), Über den geotropischen Reizvorgang (1905), Lichtperzeption und Phototropismus (1907), Orchideenblüten (1909, 1910) och Die osmotischen Druckverhältnisse der Wüstenpflanzen (1911).